# کاروانسرای یعقوب یاری
کاروانسرای یعقوب یاری مربوط به دوره قاجار است و در همدان، میدان امام، خیابان بابا طاهر، راسته پیغمبر، کاروانسرای یعقوب یاری واقع شده و این اثر در تاریخ ۱۸ اسفند ۱۳۸۷ با شمارهٔ ثبت ۲۵۱۲۶ به‌عنوان یکی از آثار ملی ایران به ثبت رسیده است.